# CM-4111
La CM-4111 es una carretera autonómica de tercer orden de la Red de Carreteras de la Junta de Comunidades de Castilla-La Mancha (España) que transcurre entre la rotonda donde convergen la carretera autonómica de primer nivel CM-412 y la autovía del Cuarto Centenario (CM-45), a la altura de Miguelturra y finaliza en Almuradiel, enlazando con la autovía A-4.
Es una carretera convencional de una sola calzada con un carril por sentido. Está en buen estado de conservación y tiene un andén practicable. Pasa junto a los municipios de Miguelturra, Aldea del Rey, Calzada de Calatrava, Viso del Marqués y Almuradiel. Antes de llegar a Viso del Marqués y siempre en kilometraje ascendente, se bordea el Embalse de la Fresneda, situado en el Río Fresneda o Jorge.

## Historia
La carretera CM-4111 proviene originalmente de la carretera comarcal C-410, que discurría entre las localidades de Puertollano y Almuradiel y la carretera C-512 que lo hacía entre Ciudad Real y Aldea del Rey. Ambas convergían al sureste de Aldea del Rey. En 1994 el tramo de la C-410 entre Aldea del Rey y Almuradiel y el tramo de la C-512 entre Ciudad Real y Aldea del Rey cambiaron su denominación para constituir la carretera CM-4111. Posteriormente, se desligó de la CM-4111 un tramo entre Miguelturra y Ciudad Real, para formar parte de la CM-412.